# Башня Сютро
Башня Сютро (англ. Sutro Tower) — трёхпролётная радиомачта-телевышка в Сан-Франциско, штат Калифорния, США, высотой 299 метров. Самое высокое сооружение не только Сан-Франциско, но и всей Калифорнии.

## Описание

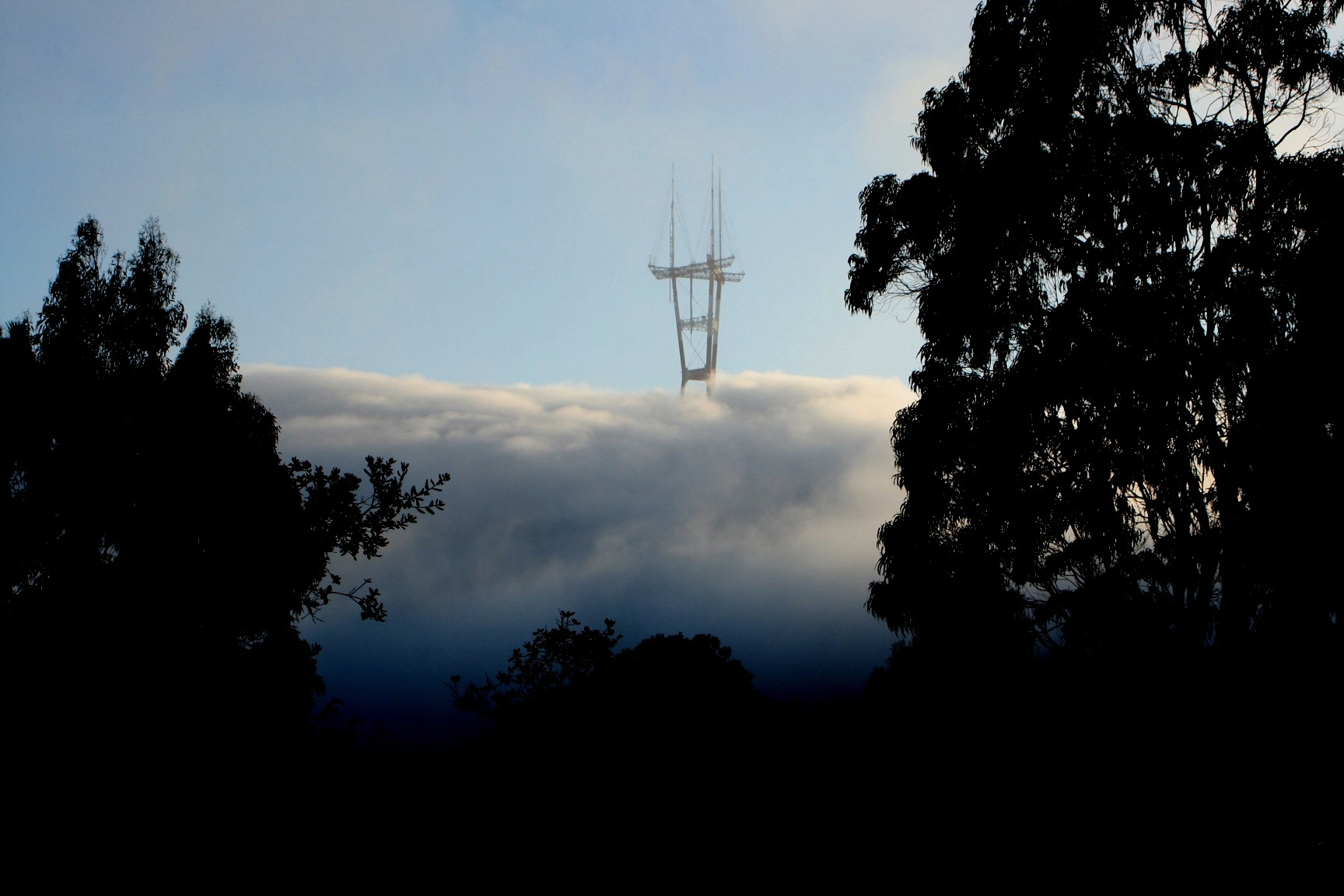
Башня Сютро в тумане

Башня Сютро была построена в 1971—1972 годах. Её высота составляет 299 метров (согласно сайту Emporis; 297,8 метров согласно сайту SkyscraperPage), сама она возведена на холме, поэтому её вершина находится на высоте 553 метра над уровнем моря. Масса башни — 1678,3 тонны, а для её фундамента было истрачено 3750 м³ бетона. В связи с опасностью землетрясений в регионе, две трети общей массы башни расположены ниже уровня земли, таким образом центр масс сооружения находится на глубине 4,9 метров под землёй. Конструктивно башня относится к классу ферм. На высоте 232 метра находится площадка, работает единственный двухместный лифт, доступ на саму башню и прилегающую территорию для посетителей запрещён.
Фактический адрес башни: 1 Ла-Аванзада-стрит, район Кларендон-Хейтс, Сан-Франциско.
С помощью Башни Сютро осуществляют передачу 11 телеканалов (KTVU, KRON-TV, KPIX-TV, KGO-TV, KQED, KOFY-TV, KMTP-TV, KCNS, KBCW, KCSM-TV и KFSF-DT) и 4 FM-радиостанции (KOIT, KSOL, KOSF и KFOG), а также оказываются некоторые другие коммуникационные услуги.
Своё название башня получила в честь Адольфа Сютро (1830—1898) — мэра Сан-Франциско с 1895 по 1897 год; его особняк находился буквально в 30 метрах от того места, где ныне стоит телевышка его имени. Многие объекты и достопримечательности города носят его имя.

## История

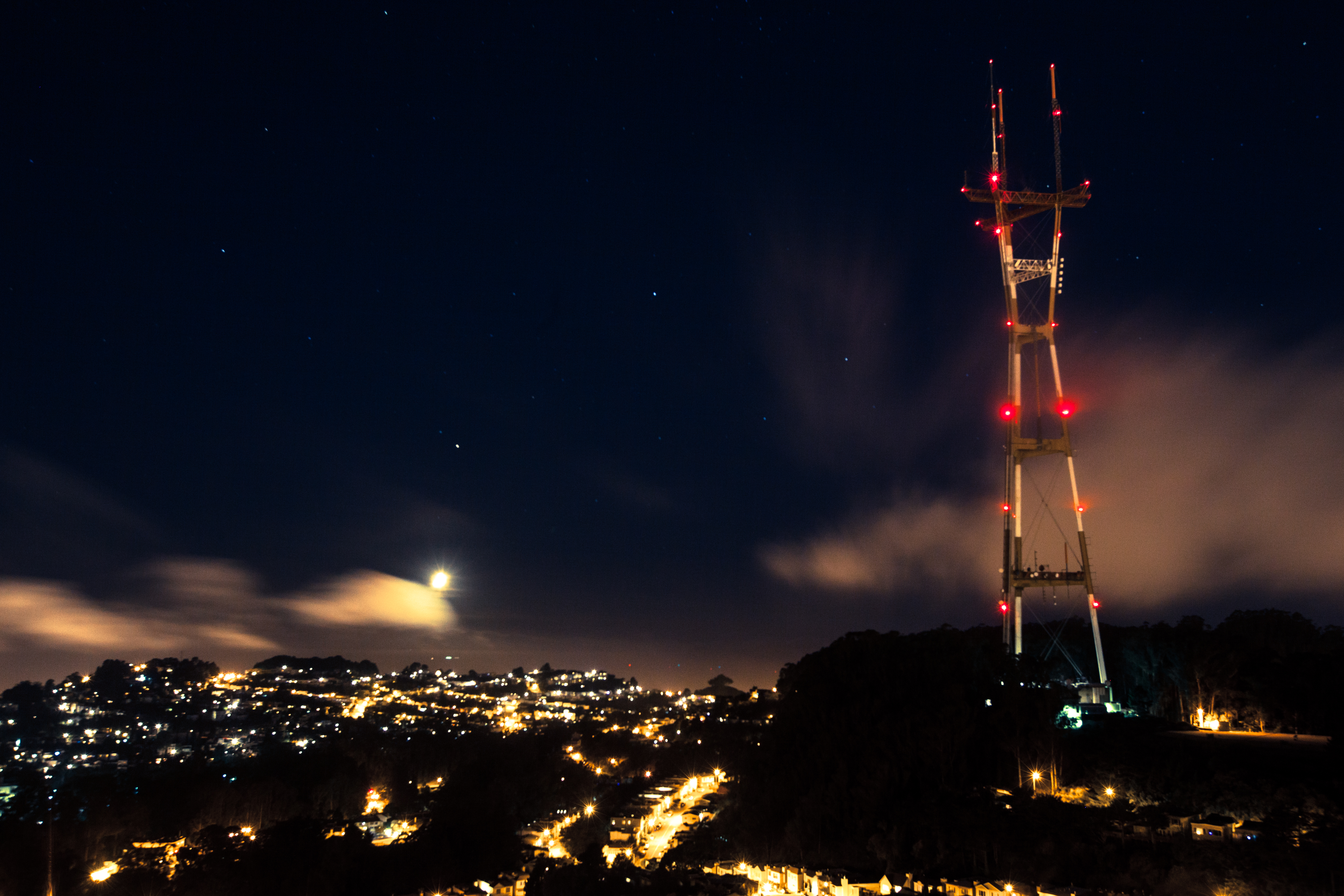
Башня Сютро ночью

До начала работы Башни Сютро телезрители Сан-Франциско испытывали трудности с качественным приёмом сигнала: в городе находится большое количество холмов, экранирующих радио- и телесигналы. При этом многие местные жители были против возведения этого гигантского сооружения, считая, что оно испортит эстетический вид района. Одним из самых известных критиков башни Сютро был журналист Херб Кэн. У Башни появились негативные прозвища «Чудовище Сютро» и «Космический коготь», а тот факт, что появление Башни примерно совпало со строительством «Трансамерики» (260 метров, самое высокое здание Сан-Франциско с 1972 года по настоящее время), дало Башне ещё одно прозвище — «Коробка для „Трансамерики“».
Первая передача с новой башни была осуществлена 4 июля 1973 года.
Постепенно Башня Сютро стала признанной достопримечательностью города, она стала появляться в фильмах и сериалах, в видеоиграх, на логотипах местных компаний и организаций (например, SFZero), на футболках и даже в виде татуировок.

## В популярной культуре
- Башня Сютро играет заметную роль в повести Фрица Лейбера «Богоматерь тьмы»[англ.] (1977).
- Одна из локаций компьютерной игры San Francisco Rush: Extreme Racing[англ.] (1996) расположена близ Башни Сютро.
- Одна из локаций компьютерной игры Grand Theft Auto: San Andreas (2004) расположена близ Башни Сютро.
- Одна из локаций компьютерной игры Need for Speed: Underground 2 (2004) расположена близ Башни Сютро.
- Локация Turret Turnabout компьютерной игры Defiance[англ.] (2013) представляет Башню Сютро.
- Одна из локаций компьютерной игры Watch Dogs 2 (2016) расположена близ Башни Сютро[8].